# Gonolobus sororius
Gonolobus sororius là một loài thực vật có hoa trong họ La bố ma. Loài này được A.Gray ex S.Watson mô tả khoa học đầu tiên năm 1887.